# Chalarodon steinkampi
Espèce
Chalarodon steinkampi est une espèce de sauriens de la famille des Opluridae.

## Répartition
Cette espèce est endémique de la région d'Anosy à Madagascar. Elle se rencontre dans le massif Andohahela.

## Description
Le mâle holotype mesure 56,3 mm de longueur standard et 87,4 mm de queue

## Étymologie
Cette espèce est nommée en l'honneur de Martin Steinkamp.

## Publication originale
- Miralles, Glaw, Ratsoavina & Vences, 2015 : A likely microendemic new species of terrestrial iguana, genus Chalarodon, from Madagascar. Zootaxa, no 3946 (2), p. 201–220.